# Lao Še
Lao Še (čínsky 老舍), rozený Šu Čching-čchun (舒慶春), mandžusky Sumuru (3. února 1899 – 24. srpna 1966) byl čínský spisovatel a dramatik mandžuské národnosti. Je považován za jednu z klíčových postav čínské literatury 20. století a jeho díla se vyznačují využitím živého pekingského dialektu čínštiny. Jeho nejznámějším románem je Rikša a divadelní hrou Čajovna. V českém překladu vyšla roku 1947 Rikša a roku 1962 sbírka povídek Konec slavného kopiníka. Během kulturní revoluce roku 1966 byl Lao Še ponižován a veřejně zbit Rudými gardami. Poté byl nalezen utopený v jezeře, když pravděpodobně spáchal sebevraždu.